# Castillo de Petralata
El castillo de Petralata fue una construcción defensiva situada en el alto de Petralata a 1200 metros de altitud en la comarca burgalesa de La Bureba en la comunidad autónoma de Castilla y León (España). Pertenece al municipio de Busto de Bureba.
Era un pequeño castillo roqueño bien acoplado al terreno ubicado junto al Portillo de Busto  en el camino viejo que une Navas de Bureba y Barcina de los Montes encima de los castros prerromanos de Soto de Bureba. Actualmente forma parte del parque natural de los Montes Obarenes. Dada su ubicación a 1200 metros de altura se estima que la función principal de este recinto era la de vigilancia.
En la actualidad solo quedan algunos restos como un nevero, una escalera tallada en la roca, algún resto de muro, un aljibe y una especie de pasadizo en el cresterio que permite alarga la ronda. El castillo dominaba La Bureba.

## Descripción
El castillo se estructuraba en dos planos, uno inferior, que ocupaba una superficie de unos 300 m² y donde se ubicaban los módulos de  logística, alojamiento, almacén, etc. y otro superior, que aprovecha la crestería y diferentes peñas, en donde se encontraba la parte de vigilancia.
La ocupación no debió prolongarse por mucho tiempo y el castillo solo habrá tenido utilidad mientras se mantuvo el enfrentamiento por La Bureba entre los reinos de Castilla y Navarra. Hay testimonios del siglo XVII que lo dan como abandonado y derruido.

## Historia
Por la forma de construcción del muro de la torre de atalaya indica que podría ser una construcción tardorromana de los siglos IV o V y de esa misma época podría datar la escalera y el aljibe. Otro momento histórico relevante para este castillo es el altomedieval donde se habría completado la torre de vigilancia con otras instalaciones.
La primera referencia documentada del castillo de Petralata se remonta al año 1040 cuando aparece nombrado en el documento de arras del rey García Sánchez III de Pamplona, llamado "el de Nájera", perteneciente al reino de Pamplona Nájera, precursor del reino de Navarra. Siete años después es donado por Ramiro I de Aragón al Monasterio de San Salvador de Oña tal y como aparece también documentado.
Oña fue cabeza de un alfoz, distrito bajo protección de un castillo gobernado por un tenente. Los alfoces fueron la base en la que se articulaba el Condado de Castilla.  Petralata era un punto estratégico en la defensa de la entrada del desfiladero de Oca-la Horadada, junto a Cuevarana y Tedeja. El alfoz de Oña pasó a denominarse de Petralata, aunque este tuvo una vida bastante efímera.
El castillo de Frías relevó al de Petralata tomando la ciudad de Frías la cabeza de toda la alfoz que comprendía el Valle de Tobalina.
En el año 2016 se realizaron las primeras excavaciones arqueológicas por parte de Gestión Cultural Larrate de Pamplona. El análisis relevó algunos datos de interés como los restos de la base de la torre, evidencias de muros de tierra y trabajos en la roca para habilitar estancias. También aparecieron restos materiales cerámicos de periodo alto medieval y detalles metálicos, destacando un acicate o espuela medieval. El castillo es del tipo roquero, con dos espacios diferenciados debido a la erosión diferencial de la peña. Una fortaleza muy semejante en formas al castillo de Buradón en Haro según nos comenta Iñaki Sagredo.